# دانشگاه ورشو
دانشگاه ورشو بزرگ‌ترین دانشگاه لهستان است که در شهر ورشو قرار دارد. این دانشگاه یکی از ۵۰۰ دانشگاه برتر جهان و دومین دانشگاه برتر لهستان است.